# Músculo temporoparietal
El músculo temporoparietal es un músculo ancho y delgado ubicado por sobre el músculo auricular superior, el cual ayuda a generar movimiento facial, provocando gestos en los ojos, orejas y frente.

## Origen e inserción
Este músculo es perteneciente al cuero cabelludo, que se extiende por sobre la fascia temporal.

## Función
Junto al músculo occipitofrontal, este se encarga de la elevación de las orejas, abrir los parpados y de recoger la frente.